# Typ diskového oddílu
Typ diskového oddílu (anglicky partition ID) je jednobytová hodnota v tabulce oddílů v Master boot recordu (MBR), která určuje, jaký souborový systém oddíl obsahuje nebo udává speciální přístupovou metodu používanou pro přístup k oddílu (například adresování CHS, LBA, geometrie s logickým mapováním, přístup vyžadující speciální ovladač, skryté oddíly, zabezpečené nebo šifrované systémy souborů, apod.).

## Úvod
Seznamy identifikátorů diskových oddílů, které lze použít v tabulce oddílů v MBR původně udržovaly společnosti IBM a Microsoft interně. Jak trh s operačními systémy a diskovými nástroji pro osobní počítače rostl a liberalizoval se, potřebovali jiní výrobci, aby i jejich produktům byly přiřazeny jedinečné identifikátory diskových oddílů. Protože společnost Microsoft ani neudržovala seznam všech typů diskových oddílů, které sama používala, ani nechtěla udržovat cizí přiřazení, začaly třetí strany jednoduše samy přiřazovat identifikátory diskových oddílů většinou nekoordinovaným způsobem pokus-omyl. To vedlo k různým konfliktním přiřazením, která někdy způsobovala závažné problémy s kompatibilitou mezi určitými produkty.
Několik průmyslových expertů, mimo jiné Hale Landis, Ralf D. Brown, Matthias R. Paul a Andries E. Brouwer začalo v 90. letech 20. století shromažďovat identifikátory diskových oddílů a publikovalo (a později i koordinovalo) seznamy typů diskových oddílů, aby pomohli zdokumentovat průmyslový neformální standard a tím omezili riziko dalších konfliktů. Někteří z nich také aktivně pomáhali, aby software pracující s oddíly pracoval s aktualizovanými seznamy, oznamovali konflikty, navrhovali výrobcům dodatečné metody detekce a vypořádání se s konflikty nebo se zabývali koordinací přiřazování nových nekonfliktních identifikátorů diskových oddílů.
Jak bude interpretovat identifikátory oddílů, záleží na zavaděči nebo jádře operačního systému. Níže uvedená tabulka udává, jaké operační systémy nebo programy zavedly jednotlivé identifikátory oddílů pro práci s disky, a jaké systémy souborů nebo speciální typy diskových oddílů těmito identifikátory označovaly. Pokud určitý program nebo systém nezná identifikátor oddílu, měl by jeho obsah považovat za rezervovaný ale obsazený diskový prostor, který nesmí používat, pokud nejde o správce oddílů.

## Lokální nebo experimentální použití
Seznam sice není oficiálně udržovaný, přidělování nových hodnot však musí být koordinované.
Dočasná přiřazení identifikátoru diskového oddílu pro lokální nebo experimentální projekty mohou používat typ 7Fh, aby se zabránilo konfliktům s již přiřazenými typy. Tento identifikátor je od roku 2002 vyhrazen pro individuální použití v rámci iniciativy Alternative OS Development Partition Standard (AODPS).

## Seznam identifikátorů oddílu
Následující tabulka obsahuje seznam známých identifikátorů typu diskového oddílu na IBM PC kompatibilních počítačích:
| ID oddílu | Výskyt                      | Přístup    | Použetelný pro boot       | Typ                        | Původ                                         | Podporováno                                                                     | Popis |
| --------- | --------------------------- | ---------- | ------------------------- | -------------------------- | --------------------------------------------- | ------------------------------------------------------------------------------- | --- |
| 00h       | MBR, EBR                    | —          | Ne                        | Volný                      | IBM                                           | Všemi                                                                           | Prázdný oddíl |
| 01h       | MBR, EBR                    | CHS, LBA   | x86, 68000, 8080/Z80      | Systém souborů             | IBM                                           | DOS 2.0+                                                                        | FAT12 jako primární oddíl v prvních 32 MB disku (jinak použít 06h), jako logická disková jednotka kdekoli |
| 02h       | MBR                         | CHS        | x86, 68000, Z8000, PDP-11 | Systém souborů             | Microsoft, SCO                                | XENIX                                                                           | XENIX kořen (viz 03h a FFh) |
| 03h       | MBR                         | CHS        | Ne                        | Systém souborů             | Microsoft, SCO                                | XENIX                                                                           | XENIX usr (viz 02h a FFh) |
| 04h       | MBR, EBR                    | CHS, LBA   | x86, 68000, 8080/Z80      | Systém souborů             | Microsoft                                     | DOS 3.0+                                                                        | FAT16 s méně než 65 536 sektory (32 MB). Jako primární oddíl musí být umístěn v prvních 32 MB disku nebo jako logická disková jednotka kdekoli na disku (jinak použít 06h). |
| 05h       | MBR, EBR                    | CHS, (LBA) | , AAP                     | Kontejner                  | IBM                                           | Některé verze DOSu 3.2, 3.3+                                                    | Rozšířený oddíl s CHS adresováním. Musí být umístěn v prvních 8 GB disku, jinak použít 0Fh(viz 0Fh, 85h, C5h, D5h) |
| 06h       | MBR, EBR                    | CHS, LBA   | x86                       | Systém souborů             | Compaq                                        | DOS 3.31+                                                                       | FAT16B s 65 536 nebo více sektory. Musí být umístěn v prvních 8 GB disku pokud není použit pro logické diskové jednotky v 0Fh rozšířeném oddílu [[# PID (jinak použít 0Eh). Používán také pro svazky FAT12 a FAT16 v primárních oddílech, pokud nejsou umístěny v prvních 32 MB disku. |
| 07h       | MBR, EBR                    | CHS, LBA   | x86                       | Systém souborů             | Microsoft, IBM                                | OS/2 1.2+                                                                       | IFS |
| 07h       | MBR, EBR                    | CHS, LBA   | 286                       | Systém souborů             | IBM                                           | OS/2 1.2+, Windows NT                                                           | HPFS |
| 07h       | MBR, EBR                    | CHS, LBA   | 386                       | Systém souborů             | Microsoft                                     | Windows NT                                                                      | NTFS |
| 07h       | MBR, EBR                    | CHS, LBA   | Ano                       | Systém souborů             | Microsoft                                     | Windows Embedded CE                                                             | ExFAT |
| 07h       |                             |            |                           | Systém souborů             | Quantum Software Systems                      | QNX 2                                                                           | QNX „qnx“ (7) (pouze před rokem 1988) |
| 08h       | MBR                         | CHS        | x86                       | Systém souborů             | Commodore                                     | Commodore MS-DOS 3.x                                                            | FAT12 nebo FAT16 s většími sektory |
| 08h       |                             | CHS        | x86                       | Systém souborů             | IBM                                           | OS/2 1.0-1.3                                                                    | OS/2 (FAT?) |
| 08h       |                             |            |                           | Systém souborů             | IBM                                           | AIX                                                                             | AIX boot/split |
| 08h       |                             |            |                           | Systém souborů             | Quantum Software Systems                      | QNX 1.x/2.x                                                                     | QNX „qny“ (8) |
| 08h       |                             |            |                           | Kontejner                  | Dell                                          |                                                                                 | Oddíl rozložený na více logických diskových jednotkách |
| 09h       |                             |            |                           | Systém souborů             | IBM                                           | AIX                                                                             | AIX data/boot |
| 09h       |                             |            |                           | Systém souborů             | Quantum Software Systems                      | QNX 1.x/2.x                                                                     | QNX „qnz“ (9) |
| 09h       | MBR                         | CHS        | 286                       | Systém souborů             | Mark Williams Company                         | Coherent                                                                        | Coherent systém souborů |
| 09h       | MBR                         |            |                           | Systém souborů             | Microware                                     | OS-9                                                                            | OS-9 RBF |
| 0Ah       |                             |            |                           | Pomocný                    | PowerQuest, IBM                               | OS/2                                                                            | OS/2 Boot Manager |
| 0Ah       |                             |            |                           | Swap                       | Mark Williams Company                         | Coherent                                                                        | Swap oddíl pro Coherent |
| 0Bh       | MBR, EBR                    | CHS, LBA   | x86                       | Systém souborů             | Microsoft                                     | DOS 7.1+                                                                        | FAT32 s CHS adresováním |
| 0Ch       | MBR, EBR                    | LBA        | x86                       | Systém souborů             | Microsoft                                     | DOS 7.1+                                                                        | FAT32 s LBA |
| 0Eh       | MBR, EBR                    | LBA        | x86                       | Systém souborů             | Microsoft                                     | DOS 7.0+                                                                        | FAT16B s LBA |
| 0Fh       | MBR, EBR                    | LBA        | , AAP                     | Kontejner                  | Microsoft                                     | DOS 7.0+                                                                        | Rozšířený oddíl s LBA (viz 05h a CFh) |
| 11h       | MBR                         | CHS        | x86                       | Systém souborů             | Leading Edge                                  | Leading Edge MS-DOS 3.x                                                         | FAT12 nebo FAT16 s většími sektory |
| 11h       |                             |            |                           | Skrytý FS                  | IBM                                           | OS/2 Boot Manažer                                                               | Skrytý FAT12 (odpovídá 01h) |
| 12h       | MBR                         | CHS, LBA   | x86                       | Pomocný FS                 | Compaq                                        |                                                                                 | Konfigurační oddíl (bootovatelný FAT s MS-DOS); recovery oddíl (bootovatelný FAT32 s Windows setup) |
| 12h       | MBR                         |            | x86                       | Pomocný                    | Gang of Nine                                  | EISA stroje                                                                     | EISA konfigurace užitek/program pro systém |
| 12h       |                             |            |                           | Hibernace                  | Compaq                                        | Compaq Contura                                                                  | Oddíl pro hibernaci |
| 12h       | MBR                         |            | x86                       | Pomocný FS                 | NCR                                           |                                                                                 | Diagnostický a firmwarový oddíl (bootovatelný FAT) |
| 12h       | MBR                         |            | x86                       | Pomocný FS                 | Intel                                         |                                                                                 | Servisní oddíl (bootovatelný FAT) (viz 98h) |
| 12h       |                             |            |                           | Pomocný FS                 | IBM                                           |                                                                                 | Rescue a recovery oddíl |
| 14h       |                             |            |                           | Systém souborů             | AST                                           | AST MS-DOS 3.x                                                                  | FAT12 nebo FAT16 s většími sektory (viz AST MBR) |
| 14h       |                             |            | x86, 68000, 8080/Z80      | Skrytý FS                  | IBM                                           | OS/2 Boot Manažer                                                               | Skrytý FAT16 (odpovídá 04h) |
| 14h       |                             | LBA        | x86                       | Systém souborů             | Lasse Krogh Thygesen                          | Maverick OS                                                                     | Omega systém souborů |
| 15h       |                             |            | , AAP                     | Skrytý kontejner           | IBM                                           | OS/2 Boot Manažer                                                               | Skrytý rozšířený oddíl s CHS adresováním (odpovídá 05h) |
| 15h       |                             | LBA        | Žádný                     | Swap                       | Lasse Krogh Thygesen                          | Maverick OS                                                                     | Swap |
| 16h       |                             |            | x86, 68000, 8080/Z80      | Skrytý FS                  | IBM                                           | OS/2 Boot Manažer                                                               | Skrytý FAT16B (odpovídá 06h) |
| 17h       |                             |            |                           | Skrytý FS                  | IBM                                           | OS/2 Boot Manažer                                                               | Skrytý IFS (odpovídá 07h) |
| 17h       | Skrytý HPFS (odpovídá 07h)  |            |                           | Skrytý FS                  | IBM                                           | OS/2 Boot Manažer                                                               | |
| 17h       | Skrytý NTFS (odpovídá 07h)  |            |                           | Skrytý FS                  | IBM                                           | OS/2 Boot Manažer                                                               | |
| 17h       | Skrytý ExFAT (odpovídá 07h) |            |                           | Skrytý FS                  | IBM                                           | OS/2 Boot Manažer                                                               | |
| 18h       |                             |            | Ne                        | Hibernace                  | AST                                           | AST Windows                                                                     | AST Nula Volt Suspend nebo SmartSleep oddíl |
| 19h       |                             |            |                           |                            | Willow Schlanger                              | Willowtech Foton coS                                                            | Willowtech Foton coS (viz 20h) |
| 1Bh       |                             |            |                           | Skrytý FS                  | IBM                                           | OS/2 Boot Manažer                                                               | Skrytý FAT32 (odpovídá 0Bh) |
| 1Ch       |                             |            |                           | Skrytý FS                  | IBM                                           | OS/2 Boot Manažer                                                               | Skrytý FAT32 s LBA (odpovídá 0Ch) |
| 1Ch       |                             |            |                           | Pomocný FS                 | ASUS                                          | ASUS eRecovery                                                                  | ASUS recovery oddíl (Skrytý FAT32 s LBA, viz 0Ch) |
| 1Eh       |                             |            |                           | Skrytý FS                  | IBM                                           | OS/2 Boot Manažer                                                               | Skrytý FAT16 s LBA (odpovídá 0Eh) |
| 1Fh       | MBR, EBR                    | LBA        |                           | Skrytý kontejner           | IBM                                           | OS/2 Boot Manažer                                                               | Skrytý rozšířený oddíl s LBA adresování (odpovídá 0Fh) |
| 20h       |                             |            | ?                         | Systém souborů             | Microsoft                                     | Windows Mobile                                                                  | Windows Mobile aktualizuje XIP |
| 20h       |                             |            |                           | Systém souborů             | Willow Schlanger                              |                                                                                 | Willowsoft Overture File System (OFS1) (viz 19h) |
| 21h       | MBR                         |            |                           | ?                          | Hewlett Packard                               | HP Volume Expansion                                                             | [ Pozn 5 ] |
| 21h       |                             |            |                           | Systém souborů             | Dave Poirier                                  | Oxygen                                                                          | FSo2 (Oxygen File System) (viz 22h) |
| 22h       |                             |            |                           | Kontejner                  | Dave Poirier                                  | Oxygen                                                                          | Rozšířená tabulka oddílů pro Oxygen (viz 21h) |
| 23h       |                             |            | Ano                       | Systém souborů             | Microsoft                                     | Windows Mobile                                                                  | Windows Mobile boot XIP |
| 24h       | MBR                         | CHS        | x86                       | Systém souborů             | NEC                                           | NEC MS-DOS 3.30                                                                 | FAT12 nebo FAT16 s většími sektory (viz NEC MBR) |
| 27h       |                             |            |                           | Pomocný FS                 | Microsoft                                     | Windows                                                                         | Windows Recovery Environment (RE) oddíl (skrytý NTFS typ diskového oddílu 07h) |
| 27h       | MBR                         | LBA        | Ano                       | Pomocný FS                 | Acer                                          | D2D eRecovery                                                                   | Rescue oddíl (Skrytý NTFS označeny „PQService“, odpovídá 07h) |
| 27h       |                             |            | Ano                       | Pomocný                    | MikroTik                                      | Linux (RouterBOARD 500)                                                         | RooterBOOT jádro oddíl (obsahuje syrový ELF Linux jádro, ne systém souborů) |
| 2Ah       |                             |            |                           | Systém souborů             | Kurt Skauen                                   | AtheOS                                                                          | AtheOS systém souborů (AthFS, AFS) (Rozšíření BFS, viz 2Bh a EBh) |
| 2Ah       | MBR, EBR                    | LBA        | x86                       | Systém souborů             |                                               |                                                                                 | Rezervovaný (viz CAh) |
| 2Bh       |                             |            |                           | Systém souborů             | Kristian van der Vliet                        | SyllableOS                                                                      | SyllableSecure (SylStor), varianta AthFS (Rozšíření BFS, viz 2Ah a EBh) |
| 30h       | MBR                         | CHS        | x86                       | Systém souborů             | Digital Research                              | Osobní CP/M-86                                                                  | Používaný v některých OEM Siemens (firma) systémech místo DBh. Parametry systému souborů jsou v dalším sektoru (LBA 1), ne v samotném oddílu. |
| 31h       |                             |            |                           |                            | Microsoft, IBM                                |                                                                                 | Rezervovaný |
| 33h       |                             |            |                           |                            | Microsoft, IBM                                |                                                                                 | Rezervovaný |
| 34h       |                             |            |                           |                            | Microsoft, IBM                                |                                                                                 | Rezervovaný |
| 35h       | MBR, EBR                    | CHS, LBA   | Ne                        | Systém souborů             | IBM                                           | OS/2 Warp Server / eComStation                                                  | JFS (OS/2 implementace AIX Journaling File System) |
| 36h       |                             |            |                           |                            | Microsoft, IBM                                |                                                                                 | Rezervovaný |
| 38h       |                             |            |                           | Systém souborů             | Timothy Williams                              | THEOS                                                                           | THEOS verze 3.2, 2 GB oddíl |
| 39h       |                             |            |                           | Kontejner                  | Bellovy laboratoře                            | Plan 9                                                                          | Oddíl pro Plan 9 edition 3 (pododdíly jsou popsané v druhém sektoru oddílu) |
| 39h       |                             |            |                           | Systém souborů             | Timothy Williams                              | THEOS                                                                           | THEOS verze 4 spanned oddíl |
| 3Ah       |                             |            |                           | Systém souborů             | Timothy Williams                              | THEOS                                                                           | THEOS verze 4, 4 GB oddíl |
| 3Bh       |                             |            |                           | Kontejner                  | Timothy Williams                              | THEOS                                                                           | THEOS verze 4 rozšířený oddíl |
| 3Ch       |                             |            |                           | Pomocný                    | PowerQuest                                    | PartitionMagic                                                                  | PqRP (PartitionMagic nebo DriveImage in progress) |
| 3Dh       |                             |            |                           | Skrytý FS                  | PowerQuest                                    | PartitionMagic                                                                  | Skrytý NetWare |
| 40h       |                             |            |                           |                            | PICK Systems                                  | PICK                                                                            | PICK R83 |
| 40h       |                             |            |                           |                            | VenturCom                                     | Venix                                                                           | Venix 80286 |
| 41h       |                             |            | Ano                       |                            |                                               | Osobní RISC                                                                     | Osobní RISC Boot |
| 41h       |                             |            |                           |                            | Linux                                         | Linux                                                                           | Starý Linux/MINIX (disk sdílený s DR DOS 6.0) (odpovídá 81h) |
| 41h       |                             |            | PowerPC                   |                            | PowerPC                                       | PowerPC                                                                         | PPC PReP (Power PC Reference Platforma) Boot |
| 42h       |                             |            |                           | Zabezpečený systém souborů | Peter Gutmann                                 | SFS                                                                             | Secure File system (SFS) |
| 42h       |                             |            | Ne                        |                            | Linux                                         | Linux                                                                           | Starý Linuxový swap (disk sdílený s DR DOS 6.0) (odpovídá 82h) |
| 42h       |                             |            |                           | Kontejner                  | Microsoft                                     | Windows 2000, XP, atd.                                                          | Značka dynamického rozšířeného oddílu |
| 43h       |                             |            | Ano                       | Systém souborů             | Linux                                         | Linux                                                                           | Starý nativní soubborový systém pro Linux (disk sdílený s DR DOS 6.0) (odpovídá 83h) |
| 44h       |                             |            |                           |                            | Wildfile                                      | GoBack                                                                          | Norton GoBack, WildFile GoBack, Adaptec GoBack, Roxio GoBack |
| 45h       |                             | CHS        |                           |                            | Priam                                         |                                                                                 | Priam (viz také 5Ch) |
| 45h       | MBR                         | CHS        | Ano                       |                            |                                               | Boot-US                                                                         | Boot-US boot manager (1 válec) |
| 45h       |                             |            |                           |                            | Jochen Liedtke, GMD                           | EUMEL/ELAN                                                                      | EUMEL/ELAN (L2) |
| 46h       |                             |            |                           |                            | Jochen Liedtke, GMD                           | EUMEL/ELAN                                                                      | EUMEL/ELAN (L2) |
| 47h       |                             |            |                           |                            | Jochen Liedtke, GMD                           | EUMEL/ELAN                                                                      | EUMEL/ELAN (L2) |
| 48h       |                             |            |                           |                            | Jochen Liedtke, GMD                           | EUMEL/ELAN                                                                      | EUMEL/ELAN (L2), ERGOS L3 |
| 4Ah       | MBR                         |            | Ano                       |                            | Nick Roberts                                  | AdaOS                                                                           | Aquila (viz 7Fh) |
| 4Ah       | MBR, EBR                    | CHS, LBA   | Ne                        | Systém souborů             | Mark Aitchison                                | ALFS/THIN                                                                       | ALFS/THIN advanced lightweight file system for DOS |
| 4Ch       |                             |            |                           |                            | ETH Zürich                                    | ETH Oberon                                                                      | Aos (A2) systém souborů (76) |
| 4Dh       |                             |            |                           |                            | Quantum Software Systems                      | QNX 4.x, Neutrino                                                               | Primární svazek QNX POSIX na disku (77) |
| 4Eh       |                             |            |                           |                            | Quantum Software Systems                      | QNX 4.x, Neutrino                                                               | Sekundární svazek QNX POSIX na disku (78) |
| 4Fh       |                             |            |                           |                            | Quantum Software Systems                      | QNX 4.x, Neutrino                                                               | Terciární svazek QNX POSIX na disku (79) |
| 4Fh       |                             |            | Ano                       |                            | ETH Zürich                                    | ETH Oberon                                                                      | Boot / nativní systém souborů (79) |
| 50h       |                             |            |                           |                            | ETH Zürich                                    | ETH Oberon                                                                      | Alternativní nativní systém souborů (80) |
| 50h       |                             |            | Ne                        |                            | Ontrack                                       | Disk Manažer 4                                                                  | Read-only oddíl (starý) |
| 50h       |                             |            |                           |                            |                                               | LynxOS                                                                          | Lynx RTOS |
| 50h       |                             |            |                           |                            | Novell                                        |                                                                                 | |
| 51h       |                             |            |                           |                            | Novell                                        |                                                                                 | |
| 51h       |                             |            | Ne                        |                            | Ontrack                                       | Disk Manažer 4-6                                                                | Read-write oddíl (Aux 1) |
| 52h       | MBR                         | CHS        |                           | Systém souborů             | Digital Research                              | CP/M-80                                                                         | CP/M-80 |
| 52h       |                             |            |                           |                            | Microport                                     | Systém V/V, V/386                                                               | |
| 53h       |                             |            |                           |                            | Ontrack                                       | Disk Manažer 6                                                                  | Pomocný 3 (WO) |
| 54h       |                             |            |                           |                            | Ontrack                                       | Disk Manažer 6                                                                  | Dynamic Drive Overlay (DDO) |
| 55h       |                             |            |                           |                            | MicroHouse / StorageSoft                      | EZ-Disková jednotka                                                             | EZ-Disková jednotka, Maxtor, MaxBlast nebo DriveGuide INT 13h redirector svazek |
| 56h       |                             |            |                           |                            | AT&T                                          | V&T MS-DOS 3.x                                                                  | FAT12 nebo FAT16 s většími sektory |
| 56h       |                             |            |                           |                            | MicroHouse / StorageSoft                      | EZ-Disková jednotka                                                             | Disk Manažer oddíl zkonvertovaný na EZ-BIOS |
| 56h       |                             |            |                           |                            | Golden Bow                                    | VFeature                                                                        | Členěný svazek VFeature |
| 57h       |                             |            |                           |                            | MicroHouse / StorageSoft                      | DrivePro                                                                        | |
| 57h       |                             |            |                           |                            | Novell                                        |                                                                                 | VNDI oddíl |
| 59h       | MBR,EBR                     | CHS,LBA    | Ano                       | Systém souborů             | Yocto                                         | yocOS                                                                           | yocFS |
| 5Ch       |                             | CHS        |                           | Kontejner                  | Priam                                         | EDISK                                                                           | Priam EDisk členěný svazek (viz také 45h) |
| 61h       | MBR                         | CHS        |                           | Skrytý FS                  | Storage Dimensions                            | SpeedStor                                                                       | Skrytý FAT12 (odpovídá E1h) |
| 63h       |                             | CHS        |                           | Systém souborů             | V&T                                           | SCO Unix, ISC, UnixWare, V&T Systém V/386, ix, MtXinu BSD 4.3 na Mach, GNU HURD | |
| 63h       | MBR                         | CHS        |                           | Skrytý FS                  | Storage Dimensions                            | SpeedStor                                                                       | Skrytý read-only FAT12 (odpovídá E3h) |
| 64h       |                             |            |                           | ?                          | Storage Dimensions                            | SpeedStor                                                                       | Skrytý FAT16 (odpovídá E4h) |
| 64h       |                             |            |                           | Systém souborů             | Novell                                        | NetWare                                                                         | NetWare Soubor Systém 286/2 |
| 64h       |                             |            |                           | Zabezpečený systém souborů | Solomon                                       |                                                                                 | PC-ARMOUR |
| 65h       |                             |            |                           | Systém souborů             | Novell                                        | NetWare                                                                         | NetWare Soubor Systém 386 |
| 66h       |                             |            |                           | ?                          | Novell                                        | NetWare                                                                         | Storage Management Services (SMS) |
| 66h       | MBR                         | CHS        |                           | Skrytý FS                  | Storage Dimensions                            | SpeedStor                                                                       | Skrytý read-only FAT16 (odpovídá E6h) |
| 67h       |                             |            |                           | ?                          | Novell                                        | NetWare                                                                         | Wolf Mountain cluster |
| 68h       |                             |            |                           | ?                          | Novell                                        | NetWare                                                                         | |
| 69h       |                             |            |                           | ?                          | Novell                                        | NetWare 5                                                                       | |
| 69h       |                             |            |                           | ?                          | Novell                                        | NetWare                                                                         | Novell Storage Services (NSS) |
| 6Ch       | MBR                         | CHS, LBA   | x86                       | Kontejner                  | DragonFly BSD                                 | BSD                                                                             | BSD slice (DragonFly BSD) |
| 70h       |                             |            |                           | Pomocný                    |                                               | DiskSecure                                                                      | DiskSecure multiboot |
| 71h       |                             |            |                           |                            | Microsoft, IBM                                |                                                                                 | Rezervovaný |
| 72h       | MBR, EBR                    | CHS        | x86                       | Strategie FS               |                                               | APTI conformant systémy                                                         | APTI alternatiní FAT12 (CHS, SFN) (odpovídá 01h) |
| 72h       |                             |            |                           | Systém souborů             | Nordier                                       | Unix V7/x86                                                                     | V7/x86 |
| 73h       |                             |            |                           |                            | Microsoft, IBM                                |                                                                                 | Rezervovaný |
| 74h       | MBR                         | CHS        |                           | Skrytý FS                  | Storage Dimensions                            | SpeedStor                                                                       | Skrytý FAT16B (odpovídá F4h) |
| 75h       |                             |            |                           | Systém souborů             | IBM                                           | PC/IX                                                                           | [ 3 ] |
| 76h       |                             |            |                           |                            | Storage Dimensions                            | SpeedStor                                                                       | Skrytý read-only FAT16B (odpovídá F6h) |
| 77h       |                             |            |                           | Systém souborů             | Novell                                        |                                                                                 | VNDI, M2FS, M2CS |
| 78h       |                             |            | Ano                       | Systém souborů             | Geurt Vos                                     |                                                                                 | XOSL bootloader systém souborů |
| 79h       | MBR, EBR                    | CHS        | x86                       | Strategie FS               |                                               | APTI conformant systémy                                                         | APTI alternativní FAT16 (CHS, SFN) (odpovídá 04h) |
| 7Ah       | MBR, EBR                    | LBA        | x86                       | Strategie FS               |                                               | APTI conformant systémy                                                         | APTI alternativní FAT16 (LBA, SFN) (odpovídá 0Eh) |
| 7Bh       | MBR, EBR                    | CHS        | x86                       | Strategie FS               |                                               | APTI conformant systémy                                                         | APTI alternativní FAT16B (CHS, SFN) (odpovídá 06h) |
| 7Ch       | MBR, EBR                    | LBA        | x86                       | Strategie FS               |                                               | APTI conformant systémy                                                         | APTI alternativní FAT32 (LBA, SFN) (odpovídá 0Ch) |
| 7Dh       | MBR, EBR                    | CHS        | x86                       | Strategie FS               |                                               | APTI conformant systémy                                                         | APTI alternativní FAT32 (CHS, SFN) (odpovídá 0Bh) |
| 7Eh       | MBR, EBR                    |            | Ne                        | Cache                      | Romex Software                                | PrimoCache                                                                      | Úroveň 2 cache |
| 7Fh       | MBR, EBR                    |            |                           |                            | Alternative OS Development Partition Standard |                                                                                 | Rezervovaný pro individuální nebo lokální používá a dočasný nebo experimentální projekty |
| 80h       |                             |            |                           | Systém souborů             | Andrew Tanenbaum                              | MINIX 1.1-1.4a                                                                  | MINIX systém souborů (starý) |
| 81h       |                             |            |                           | Systém souborů             | Andrew Tanenbaum                              | Minix 1.4b+                                                                     | MINIX systém souborů (odpovídá 41h) |
| 82h       |                             |            | Ne                        | Swap                       | Linux                                         | Linux                                                                           | Linux swap prostor (odpovídá 42h) |
| 82h       |                             |            | x86                       | Kontejner                  | Sun Microsystems                              |                                                                                 | Solaris x86 (pro Sun disklabels až 2005) (viz BFh) |
| 83h       |                             |            | Ano                       | Systém souborů             | Linux                                         | Linux                                                                           | Libovolný nativní Linux systém souborů (viz 93h, odpovídá 43h) |
| 84h       |                             |            | Ne                        | Hibernace                  | Microsoft                                     | ?                                                                               | APM hibernace (suspend na disku, S2D) |
| 84h       |                             |            |                           | Skrytý FS                  | IBM                                           | OS/2                                                                            | Skrytý C: (FAT16) (odpovídá buď 04h anebo 06h) |
| 84h       |                             |            |                           | Hibernace                  | Intel                                         | Rapid Start technology                                                          | Rapid Start hibernation data (případně iFFS; případně používáno také pro Intel SRT SSD cache) |
| 85h       |                             |            | , AAP                     | Kontejner                  | Linux                                         | Linux                                                                           | Linux rozšířený (odpovídá 05h) |
| 86h       |                             |            |                           | Systém souborů             | Microsoft                                     | Windows NT 4 Server                                                             | Sada FAT16B zrcadlených svazků odolných proti chybám (viz B6h a C6h, odpovídá 06h) |
| 86h       |                             |            |                           | Pomocný                    | Linux                                         | Linux                                                                           | Linux RAID superblok s autodetekcí (starý) (viz FDh)[zdroj?] |
| 87h       |                             |            |                           | Systém souborů             | Microsoft                                     | Windows NT 4 Server                                                             | Sada zrcadlených svazků HPFS/NTFS odolných proti chybám (viz B7h a C7h, odpovídá 07h) |
| 88h       |                             |            |                           | Pomocný                    | Linux                                         | Linux                                                                           | Linux plaintext tabulka oddílů |
| 8Ah       |                             |            |                           | Pomocný                    | Martin Kiewitz                                | AirBoot                                                                         | AirBoot je track0 Boot Manager s na--fly oddíl detekce |
| 8Bh       |                             |            |                           | Systém souborů             | Microsoft                                     | Windows NT 4 Server                                                             | Starší sada zrcadlených svazků FAT32 odolných proti chybám (viz BBh a CBh, odpovídá 0Bh) |
| 8Ch       |                             |            |                           | Systém souborů             | Microsoft                                     | Windows NT 4 Server                                                             | Starší sada zrcadlených svazků FAT32 odolných proti chybám (viz BCh a CCh, odpovídá 0Ch) |
| 8Dh       | MBR, EBR                    | CHS, LBA   | x86, 68000, 8080/Z80      | Skrytý FS                  | FreeDOS                                       | Volná Fdisk                                                                     | Skrytý FAT12 (odpovídá 01h) |
| 8Eh       |                             |            |                           | Kontejner                  | Linux                                         | Linux                                                                           | Linux LVM od roku 1999 (viz FEh)[zdroj?] |
| 90h       | MBR, EBR                    | CHS, LBA   | x86, 68000, 8080/Z80      | Skrytý FS                  | FreeDOS                                       | Volná FDISK                                                                     | Skrytý FAT16 (odpovídá 04h) |
| 91h       | MBR, EBR                    | CHS, LBA   | , AAP                     | Skrytý kontejner           | FreeDOS                                       | Volná FDISK                                                                     | Skrytý rozšířený oddíl s CHS adresováním (odpovídá 05h) |
| 92h       | MBR, EBR                    | CHS, LBA   | x86                       | Skrytý FS                  | FreeDOS                                       | Volná FDISK                                                                     | Skrytý FAT16B (odpovídá 06h) |
| 93h       |                             |            |                           | Systém souborů             | Andrew S. Tanenbaum                           | Amoeba                                                                          | Amoeba nativní systém souborů |
| 93h       |                             |            |                           | Skrytý FS                  |                                               | Linux                                                                           | Skrytý Linux systém souborů (viz 83h) |
| 94h       |                             |            |                           | Pomocný                    | Andrew S. Tanenbaum                           | Amoeba                                                                          | Tabulka chybných bloků pro Amoeba |
| 95h       |                             |            |                           | Systém souborů             | MIT                                           | EXOPC                                                                           | EXOPC nativní |
| 96h       |                             |            |                           | Systém souborů             | ?                                             | CHRP                                                                            | ISO-9660 systém souborů[zdroj?] |
| 97h       | MBR, EBR                    | CHS, LBA   | x86                       | Skrytý FS                  | FreeDOS                                       | Volná FDISK                                                                     | Skrytý FAT32 (odpovídá 0Bh) |
| 98h       | MBR, EBR                    | LBA        | x86                       | Skrytý FS                  | FreeDOS                                       | Volná FDISK                                                                     | Skrytý FAT32 (odpovídá 0Ch) |
| 98h       | MBR                         | CHS, LBA   | x86                       | Pomocný FS                 | Datalight                                     | ROM-DOS                                                                         | Servisní oddíl (bootovatelný FAT) ROM-DOS SuperBoot (viz 12h) |
| 98h       | MBR                         | CHS, LBA   | x86                       | Pomocný FS                 | Intel                                         | ?                                                                               | Servisní oddíl (bootovatelný FAT) (viz 12h) |
| 99h       |                             |            |                           | Systém souborů             | ?                                             | ?                                                                               | Časný Unix[zdroj?] |
| 9Ah       | MBR, EBR                    | LBA        | x86                       | Skrytý FS                  | FreeDOS                                       | Volná FDISK                                                                     | Skrytý FAT16 (odpovídá 0Eh) |
| 9Bh       | MBR, EBR                    | LBA        | , AAP                     | Skrytý kontejner           | FreeDOS                                       | Volná FDISK                                                                     | Skrytý rozšířený oddíl s LBA (odpovídá 0Fh) |
| 9Eh       |                             |            |                           | Systém souborů             | Andy Valencia                                 | VSTa                                                                            | [zdroj?] |
| 9Eh       |                             |            |                           | Systém souborů             | Andy Valencia                                 | ForthOS                                                                         | ForthOS (eForth port) |
| 9Fh       |                             |            |                           | ?                          | ?                                             | BSD/OS 3.0+, BSDI                                                               | (viz B7h a B8h) |
| A0h       | MBR                         |            |                           | Pomocný FS                 | Hewlett Packard                               | ?                                                                               | Diagnostic oddíl pro HP přenosné počítače |
| A0h       |                             |            |                           | Hibernace                  | Phoenix, IBM, Toshiba, Sony                   | ?                                                                               | Hibernate oddíl |
| A1h       |                             |            |                           | ?                          | Hewlett Packard                               | HP Volume Expansion                                                             | [ Pozn 5 ] |
| A1h       |                             |            |                           | Hibernace                  | Phoenix, NEC                                  | ?                                                                               | Hibernate oddíl |
| A2h       | MBR                         | CHS, LBA   | ARM                       | Obraz                      | Altera                                        | Cyclone V                                                                       | Pevný Procesor Systém (HPS) ARM preloader |
| A3h       |                             |            |                           | ?                          | Hewlett Packard                               | HP Volume Expansion                                                             | [ Pozn 5 ] |
| A4h       |                             |            |                           | ?                          | Hewlett Packard                               | HP Volume Expansion                                                             | [ Pozn 5 ] |
| A5h       | MBR                         |            |                           | Kontejner                  | FreeBSD                                       | BSD                                                                             | BSD slice (BSD/386, 386BSD, NetBSD (před 1998-02-19), FreeBSD) |
| A6h       |                             |            |                           | ?                          | Hewlett Packard                               | HP Volume Expansion                                                             | [ Pozn 5 ] |
| A6h       | MBR                         |            |                           | Kontejner                  | OpenBSD                                       | OpenBSD                                                                         | OpenBSD slice |
| A7h       |                             |            | 386                       | Systém souborů             | NeXT                                          | NeXTSTEP                                                                        | [zdroj?] |
| A8h       |                             |            |                           | Systém souborů             | Apple                                         | Darwin, Mac OS X                                                                | Apple Darwin, Mac OS X UFS |
| A9h       | MBR                         |            |                           | Kontejner                  | NetBSD                                        | NetBSD                                                                          | NetBSD slice |
| AAh       | MBR                         | CHS        | ?                         | Systém souborů             | Olivetti                                      | MS-DOS                                                                          | Olivetti MS-DOS FAT12 (1.44 MB) (odpovídá 06h) |
| ABh       |                             |            | Ano                       | Pomocný                    | Apple                                         | Darwin, Mac OS X                                                                | Apple Darwin, Mac OS X boot |
| ABh       |                             |            |                           | Systém souborů             | Stanislav Karchebny                           | GO! OS                                                                          | GO! |
| ACh       |                             |            | Ano                       | Pomocný                    | Apple                                         | Darwin, Mac OS X                                                                | Apple RAZIE, Mac OS X RAZIE |
| ADh       |                             |            |                           | Systém souborů             | Ben Avison, Acorn                             | RISC OS                                                                         | ADFS / FileCore formát |
| AEh       |                             |            | x86                       | Systém souborů             | Frank Barrus                                  | ShagOS                                                                          | ShagOS systém souborů |
| AFh       |                             |            | ?                         | Systém souborů             | Apple                                         | Mac OS X                                                                        | HFS a HFS+ |
| AFh       |                             |            | Ne                        | Swap                       | Frank Barrus                                  | ShagOS                                                                          | ShagOS swap |
| B0h       | MBR                         | CHS, LBA   | x86                       | Blocker                    | Star-Tools                                    | Boot-Star                                                                       | Boot-Star nastrčený oddíl |
| B1h       |                             |            |                           | ?                          | Hewlett Packard                               | HP Volume Expansion                                                             | [ Pozn 5 ] |
| B1h       |                             |            |                           | Systém souborů             | QNX Software Systems                          | QNX 6.x                                                                         | QNX Neutrino power-safe systém souborů |
| B2h       |                             |            |                           | Systém souborů             | QNX Software Systems                          | QNX 6.x                                                                         | QNX Neutrino power-safe systém souborů |
| B3h       |                             |            |                           | ?                          | Hewlett Packard                               | HP Volume Expansion                                                             | [ Pozn 5 ] |
| B3h       |                             |            |                           | Systém souborů             | QNX Software Systems                          | QNX 6.x                                                                         | QNX Neutrino power-safe systém souborů |
| B4h       |                             |            |                           | ?                          | Hewlett Packard                               | HP Volume Expansion                                                             | [ Pozn 5 ] |
| B6h       |                             |            |                           | ?                          | Hewlett Packard                               | HP Volume Expansion                                                             | [ Pozn 5 ] |
| B6h       | EBR                         |            |                           | Systém souborů             | Microsoft                                     | Windows NT 4 Server                                                             | Poškozený zrcadlený nadřízený svazek FAT16B odolný proti chybám (viz C6h a 86h, odpovídá 06h) |
| B7h       |                             |            |                           | Systém souborů             |                                               | BSDI (před 3.0)                                                                 | BSDI nativní systém souborů / swap (viz B8h a 9Fh) |
| B7h       | EBR                         |            |                           | Systém souborů             | Microsoft                                     | Windows NT 4 Server                                                             | Poškozený zrcadlený nadřízený svazek HPFS/NTFS odolný proti chybám (viz C7h a 87h, odpovídá 07h) |
| B8h       |                             |            |                           | Systém souborů             |                                               | BSDI (před 3.0)                                                                 | BSDI swap / nativní systém souborů (viz B7h a 9Fh) |
| BBh       |                             |            |                           | Skrytý FS                  | PhysTechSoft, Acronis, SWsoft                 | BootWizard, OS Selektor                                                         | PTS BootWizard 4 / OS Selektor 5 pro skrytý oddíly jiný než 01h, 04h, 06h, 07h, 0Bh, 0Ch, 0Eh a unformatted oddíly |
| BBh       | MBR                         |            |                           | Pomocný FS                 | Acronis                                       | Acronis True Image                                                              | OEM Bezpečný Zóna (odpovídá BCh) |
| BBh       | EBR                         |            |                           | Systém souborů             | Microsoft                                     | Windows NT 4 Server                                                             | Poškozený zrcadlený nadřízený svazek FAT32 odolný proti chybám (viz CBh a 8Bh, odpovídá 0Bh) |
| BCh       | EBR                         |            |                           | Systém souborů             | Microsoft                                     | Windows NT 4 Server                                                             | Poškozený zrcadlený nadřízený svazek FAT32 odolný proti chybám (viz CCh a 8Ch, odpovídá 0Ch) |
| BCh       | MBR                         | LBA        |                           | Pomocný FS                 | Acronis                                       | Acronis True Image                                                              | Acronis Secure Zone |
| BCh       | MBR, EBR                    |            |                           | Pomocný FS                 | Paragon Software Group                        | Backup Capsule                                                                  | Backup Capsule[zdroj?] |
| BDh       |                             |            |                           | Systém souborů             | ?                                             | BonnyDOS/286                                                                    | [zdroj?] |
| BEh       |                             |            | Ano                       | Systém souborů             | Sun Microsystems                              | Solaris 8                                                                       | Solaris 8 boot |
| BFh       |                             |            | x86                       | Kontejner                  | Sun Microsystems                              | Solaris                                                                         | Solaris x86 (pro Sun disklabels, protože 2005) (viz 82h) |
| C0h       | MBR                         | CHS, LBA   | x86                       | Zabezpečený kontejner      | Novell, IMS                                   | DR DOS, Multiuser DOS, REAL/32                                                  | Zabezpečený FAT oddíl (menší než 32 MB) |
| C1h       | MBR, EBR                    | CHS, LBA   | x86                       | Zabezpečený systém souborů | Digital Research                              | DR DOS 6.0+                                                                     | Zabezpečený FAT12 (odpovídá 01h) |
| C2h       |                             |            | Ano                       | Skrytý FS                  | BlueSky Innovations                           | Power Boot                                                                      | Skrytý Linux nativní systém souborů |
| C3h       |                             |            | Ne                        | Skrytý swap                | BlueSky Innovations                           | Power Boot                                                                      | Skrytý Linux swap |
| C4h       | MBR, EBR                    | CHS, LBA   | x86                       | Zabezpečený systém souborů | Digital Research                              | DR DOS 6.0+                                                                     | Zabezpečený FAT16 (odpovídá 04h) |
| C5h       | MBR, EBR                    | CHS, LBA   | , AAP                     | Secured kontejner          | Digital Research                              | DR DOS 6.0+                                                                     | Zabezpečený rozšířený oddíl s CHS adresováním (odpovídá 05h) |
| C6h       | MBR, EBR                    | CHS, LBA   | x86                       | Zabezpečený systém souborů | Digital Research                              | DR DOS 6.0+                                                                     | Zabezpečený FAT16B (odpovídá 06h) |
| C6h       | EBR                         |            |                           | Systém souborů             | Microsoft                                     | Windows NT 4 Server                                                             | Poškozený zrcadlený podřízený svazek FAT16B odolný proti chybám (viz B6h a 86h, odpovídá 06h) |
| C7h       | MBR                         |            | Ano                       | Systém souborů             |                                               | Syrinx                                                                          | Syrinx boot |
| C7h       | EBR                         |            |                           | Systém souborů             | Microsoft                                     | Windows NT 4 Server                                                             | Poškozený zrcadlený podřízený svazek HPFS/NTFS odolný proti chybám (viz B7h a 87h, odpovídá 07h) |
| C8h       |                             |            |                           |                            | ?                                             |                                                                                 | Rezervovaný pro DR-DOS od roku 1997[zdroj?] |
| C9h       |                             |            |                           |                            | ?                                             |                                                                                 | Rezervovaný pro DR-DOS od roku 1997[zdroj?] |
| CAh       |                             |            |                           |                            | ?                                             |                                                                                 | Rezervovaný pro DR-DOS od roku 1997[zdroj?] |
| CBh       | MBR, EBR                    | CHS, LBA   | x86                       | Zabezpečený systém souborů | Caldera                                       | DR-DOS 7.0x                                                                     | Zabezpečený FAT32 (odpovídá 0Bh) |
| CBh       | EBR                         |            |                           | Systém souborů             | Microsoft                                     | Windows NT 4 Server                                                             | Poškozený zrcadlený podřízený svazek FAT32 odolný proti chybám (viz BBh a 8Bh, odpovídá 0Bh) |
| CCh       | MBR, EBR                    | LBA        | x86                       | Zabezpečený systém souborů | Caldera                                       | DR-DOS 7.0x                                                                     | Zabezpečený FAT32 (odpovídá 0Ch) |
| CCh       | EBR                         |            |                           | Systém souborů             | Microsoft                                     | Windows NT 4 Server                                                             | Poškozený zrcadlený podřízený svazek FAT32 odolný proti chybám (viz BCh a 8Ch, odpovídá 0Ch) |
| CDh       |                             |            | Ne                        | Pomocný                    | Convergent Technologies, Unisys               | CTOS                                                                            | Paměť dump (viz DDh a DBh) |
| CDh       | MBR                         | LBA        | x86                       | Systém souborů             | openSUSE                                      | Linux                                                                           | openSUSE ISOHybrid ISO9660 oddíl (obrazy z openSUSE Leap „Live“ x86) |
| CEh       | MBR, EBR                    | LBA        | x86                       | Zabezpečený systém souborů | Caldera                                       | DR-DOS 7.0x                                                                     | Zabezpečený FAT16B (odpovídá 0Eh) |
| CFh       | MBR, EBR                    | LBA        | , AAP                     | Zabezpečený kontejner      | Caldera                                       | DR-DOS 7.0x                                                                     | Zabezpečený rozšířený oddíl s LBA (odpovídá 0Fh) |
| D0h       | MBR                         | CHS, LBA   | 386                       | Zabezpečený kontejner      | Novell, IMS                                   | Multiuser DOS, REAL/32                                                          | Zabezpečený FAT oddíl (větší než 32 MB) |
| D1h       | MBR, EBR                    | CHS        | 386                       | Zabezpečený systém souborů | Novell                                        | Multiuser DOS                                                                   | Zabezpečený FAT12 (odpovídá 01h) |
| D4h       | MBR, EBR                    | CHS        | 386                       | Zabezpečený systém souborů | Novell                                        | Multiuser DOS                                                                   | Zabezpečený FAT16 (odpovídá 04h) |
| D5h       | MBR, EBR                    | CHS        | Ne                        | Zabezpečený kontejner      | Novell                                        | Multiuser DOS                                                                   | Zabezpečený rozšířený oddíl s CHS adresováním (odpovídá 05h) |
| D6h       | MBR, EBR                    | CHS        | 386                       | Zabezpečený systém souborů | Novell                                        | Multiuser DOS                                                                   | Zabezpečený FAT16B (odpovídá 06h) |
| D8h       | MBR                         | CHS        |                           | Systém souborů             | Digital Research                              | CP/M-86                                                                         | CP/M-86 (viz DBh)[zdroj?] |
| DAh       |                             |            | Ne                        | Pomocný                    | John Hardin                                   |                                                                                 | Nesystémový souborů data |
| DAh       |                             |            |                           | Zabezpečený systém souborů | DataPower                                     | Powercopy Záloha                                                                | Stíněný disk |
| DBh       | MBR                         | CHS        | x86                       | Systém souborů             | Digital Research                              | CP/M-86, Concurrent CP/M-86, Concurrent DOS                                     | (viz D8h) |
| DBh       |                             |            |                           | ?                          | Convergent Technologies, Unisys               | CTOS                                                                            | ? (viz CDh a DDh)[zdroj?] |
| DBh       |                             |            | x86                       | Pomocný                    | KDG Telemetry                                 | D800                                                                            | boot obraz pro x86 nadřízený CPU (SCPU) modul |
| DBh       | MBR                         | CHS, LBA   | x86                       | Pomocný FS                 | Dell                                          | DRMK                                                                            | oddíl s FAT32 pro obnovu systému (DSR) (viz DEh) |
| DDh       |                             |            | Ne                        | Pomocný                    | Convergent Technologies, Unisys               | CTOS                                                                            | Skrytý oddíl pro dump paměti (viz CDh a DBh) |
| DEh       | MBR                         | CHS, LBA   | x86                       | Skrytý FS                  | Dell                                          |                                                                                 | FAT16 užitek/program/diagnostic oddíl |
| DFh       |                             |            |                           | ?                          | Data Obecný                                   | DG/UX                                                                           | DG/UX virtuální disk manažer[zdroj?] |
| DFh       | MBR                         |            |                           | Blocker                    | TeraByte Unlimited                            | BootIt                                                                          | EMBRM[zdroj?] |
| DFh       |                             |            |                           | ?                          | ?                                             | Aviion                                                                          | [zdroj?] |
| E0h       |                             |            |                           | Systém souborů             | STMicroelectronics                            |                                                                                 | ST AVFS |
| E1h       | MBR                         | CHS        |                           | Systém souborů             | Storage Dimensions                            | SpeedStor                                                                       | FAT12 (≤16 MB) (odpovídá 01h) |
| E3h       |                             |            |                           | Systém souborů             | Storage Dimensions                            | SpeedStor                                                                       | Read-only FAT12 (odpovídá E1h) |
| E4h       | MBR                         | CHS        |                           | Systém souborů             | Storage Dimensions                            | SpeedStor                                                                       | FAT16 (≤32 MB) (odpovídá 04h) |
| E5h       | MBR                         | CHS        | x86                       | Systém souborů             | Tandy                                         | Tandy MS-DOS                                                                    | FAT12 nebo FAT16 s většími sektory |
| E6h       |                             |            |                           | Soubor Systém              | Storage Dimensions                            | SpeedStor                                                                       | Read-only FAT16 (odpovídá E4h) |
| E8h       | MBR,EBR                     | CHS, LBA   | Ne                        | Pomocný                    | Linux                                         | LUKS                                                                            | Linux Jednotný Klíč Vytvoření |
| EBh       |                             |            | 386                       | Systém souborů             | Be Inc.                                       | BeOS, Haiku                                                                     | BFS (viz 2Ah a 2Bh) |
| ECh       |                             |            |                           | Systém souborů             | Robert Szeleney                               | SkyOS                                                                           | SkyFS |
| EDh       | MBR, EBR                    | CHS, LBA   | x86                       | Pomocný                    | Matthias R. Paul                              | Sprytix                                                                         | EDC zavaděč |
| EDh       | MBR                         | CHS, LBA   | x86                       |                            | Hewlett Packard                               | EFI                                                                             | Navržen pro GPT hybridní MBR |
| EEh       | MBR                         |            | Ne                        | Blocker                    | Microsoft                                     | EFI                                                                             | GPT protective MBR (viz EFh) |
| EFh       | MBR                         |            |                           | Pomocný FS                 | Intel                                         | EFI                                                                             | Systémový oddíl EFI. Lze FAT12, FAT16, FAT32 (nebo jiný) systém souborů (viz EEh) |
| F0h       |                             | CHS        |                           | Pomocný                    |                                               | Linux                                                                           | PA-RISC Linux boot zavaděč; musí být umístěn v prvních 2 GB |
| F2h       | MBR                         | CHS        | x86                       | Systém souborů             | Sperry IT, Unisys, Digital Research           | Sperry IT MS-DOS 3.x, Unisys MS-DOS 3.3, Digital Research 2.1                   | FAT12 nebo FAT16 s většími sektory sekundární oddíl |
| F4h       | MBR                         | CHS        |                           | Systém souborů             | Storage Dimensions                            | SpeedStor                                                                       | FAT16B (odpovídá 06h) |
| F4h       |                             |            |                           | Systém souborů             | ?                                             | Prologue                                                                        | Jediný svazek oddíl pro NGF nebo TwinFS |
| F5h       |                             |            |                           | Kontejner                  | ?                                             | Prologue                                                                        | MD0-MD9 multi svazek oddíl pro NGF nebo TwinFS |
| F6h       | MBR                         |            |                           | Systém souborů             | Storage Dimensions                            | SpeedStor                                                                       | Read-only FAT16B (odpovídá F4h) |
| F7h       |                             |            |                           | Systém souborů             | Natalia Portillo                              | O.S.G.                                                                          | EFAT |
| F7h       |                             |            |                           | Systém souborů             | DDRdrive                                      | X1                                                                              | systém souborů Solid State |
| F8h       | MBR                         |            |                           | Pomocný                    | Arm                                           | Arm EBBR 1.0                                                                    | Chráněný oddíl pro oblast obsahující systémový firmware |
| F9h       |                             |            |                           | Cache                      | ALC Press                                     | Linux                                                                           | pCache ext2/ext3 persistentní cache |
| FBh       |                             |            | Ne                        | Systém souborů             | VMware                                        | VMware ESX                                                                      | VMware VMFS systém souborů oddíl |
| FCh       |                             |            | Ne                        | Swap                       | VMware                                        | VMware ESX                                                                      | VMware swap / VMKCORE jádro dump oddíl |
| FDh       |                             |            |                           | Pomocný                    | Linux                                         | Linux                                                                           | Linux RAID superblock s autodetekcí (viz 86h) |
| FEh       |                             |            |                           | Pomocný                    | IBM                                           | PS/2                                                                            | PS/2 IML oddíl |
| FEh       | MBR                         | CHS, LBA   | x86                       | Pomocný FS                 | IBM                                           | PS/2                                                                            | PS/2 recovery oddíl (FAT12 reference disk pružný obraz), (odpovídá 01h pokud aktivované, všechno jiný oddíly +10h pak) |
| FEh       |                             |            |                           | Pomocný                    | Linux                                         | Linux                                                                           | Starý Linux LVM (viz 8Eh) |
| FFh       | MBR                         | CHS        | Ne                        | Pomocný                    | Microsoft                                     | XENIX                                                                           | Tabulka chybných bloků pro XENIX (viz 02h a 03h) |